# Nemum capitatum
Nemum capitatum är en halvgräsart som beskrevs av Sheila Spenser Hooper, Larridon och Paul Goetghebeur. Nemum capitatum ingår i släktet Nemum och familjen halvgräs.
Artens utbredningsområde är Sierra Leone. Inga underarter finns listade i Catalogue of Life.